# Samskara
Samskara, saṃskāra, saṅskāra or sanskara (Sânscrito: संस्कार) é um termo, com importância central na filosofia hindu e nas religiões indianas, que significa "selo", "impressão mental", "carimbo psíquico". Quando relativas ao conceito de Carma, seriam as tendências inatas, remanescentes de alguma propensão instintiva, que exercem influência sobre a constituição, as decisões e a natureza de cada pessoa.
No hinduísmo, esta propensão psíquica é causada por carmas, tanto desta existência quanto de "vidas passadas" (renascimento). 
No budismo, saṃskāras são os produtos da ignorância e condicionamentos inconscientes (vijnana). Na era pré-Budista, o termo páli sankhara era usado para denotar uma estrutura causal complexa envolvendo o karma e dependências emergentes.

## Introdução
De acordo com Meher Baba, sanskaras são "impressões" (memorias residuais) acumuladas pela evolução, e mais tarde no curso da evolução do homem se encerram na inconsciência. Elas não estão relacionadas a uma entidade com forma ou substância, nem como forças, mas são melhores entendidas em termos psicológicos. Para Meher Baba, a consciência não é uma questão de energia e matéria: é intrinsecamente a substância da realidade, e os sanskaras reais podem ser melhor entendidos através da "experiência direta". 
Sanskaras, uma vez adquiridos e acumulados, formam uma espécie de lentes de multi-cores através das quais a percepção de nossas experiências emergem por meio do processo de apreciação. De fato, quando nós percebemos (ou os pensamentos internos ou coisas externas) são realmente apercebidos através das lentes do passado — na  forma de samkskaras acumulados (impressões deixadas pelo passado). 

## Os rituais do Samskara
No Hinduísmo, Samskaras são também práticas ritualísticas.  Se espera de um Hindu que siga nos vários estágios da sua vida. Estes numerosos samskaras são delineados no Grihya Shastras (Grihya-sutras), Gautama Dharmasutras especifica 40-48 samskaras. Entretanto, o último Smritis, diminuiu para 16 (Shodasha Samskaras).
Eles são os seguintes:
Pre-natal
1. Garbhadharana: Concepção
2. Pumsavana: Rito da consagração de um filho no útero
3. Simantonnayana: Rito de fazer a risca no cabelo da mulher grávida

Infância
1. Jatakarma: cerimônia do nascimento
2. Namakarana: cerimônia do bastimo (dar nome)
3. Nishkarmana: Primeiros passos
4. Annaprasana: Primeira alimentação (sólida)
5. Chudakarana: Primeira tonsura
6. Karnavedha: Furar os lóbulos da orelha

Adolescência
1. Vidhyarambha: início da educação
2. Upanayana: cerimônia do fiar (Iniciação)
3. Vedarambha: início dos estudos dos Vedas
4. Keshanta ou Godana: Primeiro barbear
5. Samaavartana ou Snaana: Fim da escolaridade

Adulto
1. Vivaha: Casamento
2. Anthyesthi: ritos póstumos